# József Palotás
Pour les articles homonymes, voir Palotás.
Dans le nom hongrois Palotás József, le nom de famille précède le prénom, mais cet article utilise l’ordre habituel en français József Palotás, où le prénom précède le nom.
József Palotás, né le 14 mai 1911 à Budapest et mort le 16 novembre 1957 dans la même ville, est un lutteur hongrois spécialiste de la lutte gréco-romaine.

## Carrière
József Palotás participe aux Jeux olympiques d'été de 1936 à Berlin et remporte la médaille de bronze dans la catégorie des poids moyens.